# Die zärtlichen Schwestern
Die zärtlichen Schwestern ist ein Theaterstück in drei Aufzügen von Christian Fürchtegott Gellert, erschienen im Jahr 1747. Die Erstaufführung war am 6. Mai 1749 in Leipzig.
Das Stück steht im Zusammenhang mit der Aufklärung: Gellert wollte damit das Vorbild einer Komödie schaffen, deren Figuren nicht ausgelacht werden, weil sie nicht zum Adel gehören. Die bürgerlichen Figuren zeigen hier, dass sie zu einem edlen Handeln fähig sind, auch unabhängig vom religiösen Wohlverhalten. In diesem Zusammenhang spielt das Geld eine wichtige Rolle. Damit begründete der Autor einen deutschen Zweig der rührenden Komödie, wie sie in Paris im Umkreis von Denis Diderot im Gespräch war.

## Inhalt
Cleon ist Vater zweier Töchter, Julchen und Lottchen, um die er sich liebevoll kümmert. Hinzu kommen der Magister, ein Bruder Cleons, und Simon, der Vormund des reichen Damis. Lottchen liebt den armen Siegmund, das jüngere Julchen erhält hingegen Heiratsanträge des reichen Damis. Lottchen will dem Glück ihrer kleineren Schwester auf die Sprünge helfen und drängt sie zur Ehe. Zudem soll Siegmund, der Geliebte von Lottchen, eine Liebe zu Julchen vortäuschen, um Julchen durch Verwirrung auf den richtigen Pfad zu bringen. Simon will Lottchen auf die Probe stellen und täuscht daher vor, dass Julchen durch ein Erbe der verstorbenen Frau Muhme reich wird. Lottchen freut sich über das vermeintliche Glück ihrer Schwester, während Siegmund Lottchen untreu wird und um Julchen wirbt. Zuletzt werden die wahren Verhältnisse aufgedeckt. Lottchen ist die wahre Erbin und muss einsehen, dass Siegmund ihrer nicht würdig ist und eine Ehe keinesfalls mehr in Frage kommt. Julchen entscheidet sich für Damis und heiratet ihn.

## Personen
Cleon
Cleon ist  Lottchens und Julchens Vater. Ihm ist es ein großes Anliegen, dass seine beiden Töchter möglichst schnell verheiratet und so sicher untergebracht sind.
Der Magister
Der Magister ist der Bruder von Cleon. Er ist ein studierter und gut ausgebildeter Mann.
Lottchen
Lottchen ist die ältere Tochter Cleons. Sie ist nicht ganz so schön wie ihre jüngere Schwester. Sie ist stets uneigennützig und opfert ihr Glück zu Gunsten ihrer Schwester.
Julchen
Julchen ist die jüngere Tochter Cleons. Zu Beginn hält sie nicht viel von der Heirat, sie schätzt die Freundschaft und ihre geliebte Freiheit sehr hoch. Doch zum Schluss entscheidet sie sich, Damis zu heiraten.
Siegmund
Siegmund ist Lottchens Liebhaber. Er hat durch einen unglücklichen Prozess des Vaters sein ganzes Vermögen verloren, Lottchen liebt ihn trotzdem noch  sehr. Er wird Lottchen aber zunehmend untreu. Spätestens nach dem vermeintlichen Erbe hält ihn nichts mehr bei Lottchen. Dies wird ihm am Schluss zum Verhängnis und er steht alleine und ausgegrenzt da.
Damis
Damis ist ein reicher, vernünftiger und galanter junger Mann. Seine Liebe zu Julchen ist so groß, dass er sie heiraten will, obwohl sie aus armem Hause kommt.
Simon
Simon ist Damis’ Vormund. Durch das Vortäuschen des Erbes für Julchen wirbelt er die Beziehungen zwischen den Personen auf. Dies führte so weit, dass die Hochzeit zwischen Lottchen und Siegmund nicht zustande kommt. Dafür heiraten Julchen und Damis.

## Zusammenfassung

### Aufzug 1
Auftritt 1: Personen:  Cleon, Lottchen

Julchens Liebhaber kommt zum Ärger Cleons zu Besuch. Denn er möchte, dass zunächst die älteste Tochter Lottchen heiratet. Diese schätzt Damis, den Bewerber um die Gunst der Schwester,  der als reicher, galanter und vernünftiger Mann eine Frau aus armen Hause heiraten will. Sie freut sich für ihre jüngere Schwester und möchte sie von einer Heirat überzeugen. Dem Vater gefällt dies, da nun für eine Tochter gesorgt ist. Der Vater spricht mit Lottchen über Siegmund, ihren Liebhaber. Siegmund hat durch einen unglücklichen Prozess des Vaters  sein Vermögen verloren, nicht aber das Interesse an Lottchen. Cleon lobt das Verhalten und die Reife seiner älteren Tochter Lottchen. Siegmund tritt, nur  vom Vater bemerkt, in den Raum. Lottchen gesteht ihrem Vater ihre Liebe zu Siegmund.
Auftritt 2: Personen:  Cleon, Lottchen, Siegmund

Siegmund kommt und Lottchen fragt ihn, ob er das Gespräch mitgehört habe. Er sagt ihr, er sei erfreut über das, was er gehört habe. Er habe noch nie so etwas Vorteilhaftes über sich sagen hören. Sie nimmt all ihren Mut zusammen und gesteht Siegmund offen ihre Liebe. Siegmund weiß nicht, wie er sich verhalten soll, sein Herz schlägt für Lottchen, doch er weiß nicht, ob er die Geliebte verdient. Cleon merkt, dass Siegmund in seiner Anwesenheit befangen ist, und lässt die beiden allein.
Auftritt 3: Personen:  Lottchen, Siegmund

Siegmund ist sich nicht sicher, ob Lottchen ihre Worte ernst gemeint hat, oder ob sie ihre Worte schon am nächsten Tag bereut. Lottchen erklärt ihm, dass dies keinesfalls der Fall sei und sie keine Zeit mit ihm missen möchte. Er erkennt zwar die Zufriedenheit von Lottchen, doch es bedrückt ihn, dass er sie – was Geld und Gut betrifft – nicht glücklich machen kann. Julchen werde mit ihrem Bewerber weitaus glücklicher sein. Lottchen ist beleidigt, dass er so etwas sagt, und erklärt ihm, dass sie mit dem glücklich ist, was sie an ihm hat.
Auftritt 4: Personen:  Lottchen, Siegmund, Damis

Damis ist traurig, da seine Absicht, Julchen zu seiner Braut zu machen, zu scheitern droht. Denn je mehr er Julchen umwirbt und hofiert, desto empfindsamer und mimosenhafter wird sie, was wiederum ihrem Verehrer missfällt.
Lottchen spricht ihm Mut zu. Dies sei nur ein Zeichen, dass sie dem Herzen "den Sieg sauer machen" möchte. Man müsse sie nur dazu bringen, dass sie ihrem Herzen folge. Lottchen und Siegmund wollen Damis unterstützen. Siegmund soll eine Liebe zu Julchen vorspielen, welches ihr Herz in eine Unordnung bringen solle, damit sie im Zorn ihre eigentliche Liebe zu Damis erkenne. Siegmund gefällt diese Aufgabe nicht.
Auftritt 5: Personen:  Lottchen, Damis, Julchen

Julchen ist eigentlich nur gekommen, weil Cleon alle rufen ließ. Sie will gleich wieder gehen, da sie nicht über die Liebe sprechen möchte. Lottchen fordert sie auf zu bleiben und möchte mit ihr über Damis sprechen. Julchen erwidert, dass Damis versprochen habe, nicht mehr über die Liebe zu sprechen. Damis steht zu seinem Wort und sagt ihr, dass er nicht mehr länger ihr Liebhaber ist. Er möchte ihr aber ein guter Freund sein. Julchen ist damit einverstanden. Lottchen verlässt mit Siegmund den Raum, sie möchten zu Cleon gehen.
Auftritt 6: Personen:  Damis, Julchen

Julchen erklärt Damis das gute Verhältnis zu ihrer Schwester. Zugleich sagt sie aber auch klar, dass sie im Punkt Liebe keinesfalls gleicher Meinung sind. Julchen hält nicht viel von der Liebe, nicht so wie ihre ältere Schwester, sie zieht die Freundschaft vor. Damis stimmt ihr zu, da er versprochen hat, nicht mehr über die Liebe mit ihr zu sprechen. Julchen bemerkt, dass Damis mit der Situation nicht glücklich ist und es ihm viel Mühe bereitet, seine Liebe zu unterdrücken. Julchen ist auch verunsichert, da Damis einmal wie ein Verliebter zu ihr spricht und ein anderes Mal so gleichgültig, als hätte er sie das erste Mal gesehen. Julchen erklärt Damis, dass sie ihre Freiheit hoch schätze, mehr als die Liebe. Damis interpretiert die Aussagen Julchens, dass sie ihn hasse. Julchen streitet das ab. Damis tritt enttäuscht ab.
Auftritt 7: Personen:  Julchen

Julchen ist nun allein und sehr verunsichert. Sie weiß nicht recht, warum Damis gegangen ist. Sie ist sich nicht mehr sicher, ob sie ihn wirklich nicht liebt. Sie kommt zum Schluss, dass sein Stolz ihn dazu gebracht hat zu gehen und dass er sie nicht mehr liebt.
Auftritt 8: Personen:  Julchen, Lottchen

Lottchen fragt sich, warum Julchen so allein ist und mit sich selbst spricht, denn dies tut sie sonst nicht. Lottchen spricht mit ihrer jüngeren Schwester über die Vorfälle mit Damis. Ihr Gespräch wird immer hitziger. Julchen wirft Lottchen vor, dass eine ältere Schwester immer etwas an der Jüngeren auszusetzen habe. Lottchen geht beleidigt ab, sagt ihr zugleich aber auch, sie werde nochmals mit ihr sprechen.
Auftritt 9: Personen:  Julchen, Der Magister

Der Magister tritt auf. Julchen ist über seine Anwesenheit nicht erfreut und fragt ihn, was er möchte. Er möchte sie als erfahrener Mann nochmals zum Nachdenken anregen. Er meint, sie übereile ihre Entscheidung bezüglich Damis. Julchen gibt ihm zu verstehen, dass sie keine Lust auf seine Belehrungen hat. Er will aber unbedingt seine Ansichten darlegen, da er dies Cleon versprochen hatte. Die Natur beweise, dass die Liebe der einzige Weg sei, weiter zu bestehen. Und wer den Zweck wolle, müsse auch das Mittel akzeptieren – das Mittel sei nun mal die Liebe. Er kann Julchen nicht überzeugen. Sie sieht die Liebe nicht als Pflicht. Sie möchte warten, bis sie durch die Liebe verzaubert wird. Nach Meinung des  Magisters verschließe sie die Augen vor seinen klarsten Beweisen. Julchen entschuldigt sich, dass sie von der Sittenlehre des Magister kein Gebrauch nimmt, und verlässt ihn.
Auftritt 10: Personen:  Der Magister, Cleon

Der Magister erklärt Cleon, dass er alles Mögliche unternommen hätte, um seine jüngere Tochter zu überzeugen. Doch er habe nichts ausrichten können, sie habe ihm immer wieder widersprochen. Sie diskutieren darüber, wie weit sie doch Erfolg hatten und wie sie Julchen zur Hochzeit mit Damis bringen könnten. Sie beschließen, dass der Magister ihr mit Hilfe von Fabeln, Allegorien und Parabeln die Vorzüge einer Heirat aufzeigen soll.
Auftritt 11: Personen:  Cleon, Lottchen

Lottchen bringt ihrem Vater einen Zettel des Vormunds von Damis. In der Nachricht teilt der Vormund mit, er möchte vorbeikommen und mit Cleon über die Hochzeit sprechen. Cleon erfreut dies sehr, denn er hatte nicht gedacht, dass er das Einverständnis des Vormunds zur Hochzeit bekommen würde. Lottchen macht dem Vater Mut, dass auch Julchen zu einer Hochzeit zustimmen würde. Sie vermutet, dass insgeheim Julchen eine Hochzeit möchte. Ihre geliebte Freiheit sieht Lottchen in Damis. Cleon verspricht seiner Tochter, wenn er durch das Testament der verstorbenen Frau Muhme Stephan an Vermögen kommen würde, dann werde er seine Töchter bei der Hochzeit damit unterstützen. Cleon verlangt von Lottchen, dass sie ihr Möglichstes tun solle, um das Ja-Wort Julchens noch heute zu bekommen.
Auftritt 12: Personen:  Siegmund, Lottchen

Siegmund hat in der Abwesenheit noch mit Julchen gesprochen. Er ist aber auch nicht schlüssig, was nun los ist. Denn die Liebe und Freundschaft reden zugleich aus ihren Augen und ihrem Mund. Siegmund beteuert nochmals seine Liebe zu Lottchen. Lottchen erzählt Siegmund von dem bevorstehenden Erbe des Vaters.

### Aufzug 2
Zu Beginn des zweiten Aufzuges spricht Cleon mit seiner jüngeren Tochter Julchen über deren Beziehung zu Damis. Am Schluss des Gespräches erklärt Julchen dem Vater, dass sie noch sehr unentschlossen sei und er ihr noch Freiheit lassen solle. Der Vater ist über das ewige Gerede über die Freiheit nicht erfreut, erklärt aber seiner Tochter, dass er ihr die Freiheit gewähre und sie zu nichts zwingen wolle. Julchen erklärt ihrem Verehrer, dass sie sich nicht entscheiden könne, er aber doch noch bei ihr bleiben solle. Damis spricht anschließend mit der großen Schwester über Julchen, die beiden werden sich aber auch nicht schlüssig, worin das Problem zwischen den beiden liegt. Damis erklärt Julchen, dass er sie verlassen möchte. Julchen ist über seinen Entscheid entsetzt. Lottchen erzählt Damis ihre Befriedigung, dass er und ihre kleine Schwester vor lauter Liebe nicht wagen wollen, einander die Liebe zu gestehen. Simon kommt zu Lottchen und erzählt ihr voller Freude, dass die verstorbene Frau Muhme ihr all das Rittergut vermacht habe. Es stellt sich dann aber heraus, dass er die Schwestern verwechselt hat und die reiche Erbin die kleinere Schwester ist. Lottchen freut sich aber dennoch für Julchen. Siegmund erfährt von der Erbschaft. Er ist sich nicht mehr sicher, ob er mit Lottchen wirklich die richtige liebt. Er sieht schon lange in Julchen viele Vorteile und nun kommt das Erbe noch dazu. Er sieht aber auch, dass er im Vergleich zu Damis keine Vorzüge hat. Siegmund spricht mit Julchen, und man kann von weitem sehen, dass er sehr positiv von ihr angetan ist. Schon kurz darauf ist er sich nicht sicher, ob er ihr Unrecht getan hat. Doch er kommt zum Entschluss, dass ihm ja Lottchen selbst die Aufgabe auferlegt hat, sich verliebt in Julchen zu stellen, und wenn dies nicht klappt, bleibt ihm immer noch Lottchen. Der Magister erzählt Julchen eine Fabel, ihr sagt dies nicht zu, und sie macht ihm das auch klar verständlich. Nach einem Gespräch mit Cleon glaubt sich Siegmund seiner Sache klar zu sein. Er möchte Julchen. Die beiden Töchter und ihre Liebhaber sind vereint und kommen ins Gespräch. Julchen versucht Damis zu überzeugen, dass er bei Julchen bleibt, doch auch die Erbschaft hält ihn nicht davon ab zu gehen. Julchen ist zugleich entsetzt und sehr erfreut, als sie von der Erbschaft erfahren hat. Sie möchte mit ihrer Schwester und dem Vater teilen, da diese leer ausgegangen sind. Der Vater lehnt aber die Großzügigkeit seiner Tochter ab. Sie solle mit der Schwester teilen. Cleon diskutiert mit seiner Tochter, wer nun der Richtige ist für sie. Da bringt er auch Siegmund ins Spiel. Doch Julchen lehnt ab, denn alles was sie an ihm hat, hat sie auch an Damis. Warum solle sie dann nicht Damis lieben? Der Vater ist darüber sehr erfreut. Der Vater stellt seiner Tochter eine Frist. Am Abend, wenn alle zusammen sitzen, solle sie ihren Entscheid verkünden. Julchen hätte nichts gegen die Heirat, wenn sie dadurch nur ihre Freiheit nicht verlieren würde.

### Aufzug 3
Siegmund gaukelt Julchen vor, dass Damis sie hintergehe. Er habe gesagt, dass er Lottchen ihr gegenüber vorziehen würde. Julchen ist darüber sehr enttäuscht und stellt Damis zur Rede. Damis versucht die Beschuldigungen von sich zu weisen und zu erklären, dass diese Worte nicht von ihm stammen. Zugleich gesteht Julchen Damis, dass sie ihn nie hassen könne, da sie ihn so sehr liebt. Simon erklärt Lottchen, dass sie die Erbin ist und nicht wie geglaubt ihre Schwester. Er habe sich geirrt, meint er. Sie kann sich nicht wirklich freuen, da sie nicht weiß, wie sie dies ihrer Schwester beichten soll. Lottchen ist bei Siegmund, als ein Bediensteter einen Brief für Lottchen bringt. Sie liest ihn in der Gegenwart der Andern. Darin steht, dass Siegmund ein Betrüger ist und sie ihm nicht nachtrauern solle. Siegmund versucht die Vorwürfe von sich abzuwenden und fragt sich, wer sein Feind ist. Es rüttelt ihn auf und er entscheidet sich für Lottchen, da sie nun auch die richtige Erbin ist. Julchen diskutiert mit ihrem Damis, welches Leid Siegmund ihrer Schwester angetan hat. Simon stößt zu den beiden und erzählt Julchen von der ersten falschen Nachricht über das Testament. Julchen ist sichtlich enttäuscht über die Information. Damis stört dies nicht so sehr. Er beteuert nochmals die Liebe zu Julchen. Der Magister kommt zu Simon und Julchen. Gemeinsam suchen sie einen Weg, Lottchen klarzumachen, dass Siegmund nicht geeignet ist für sie. Simon geht zu Lottchen, um mit ihr über Siegmund zu sprechen. Er gibt zu, dass er den Brief geschrieben hat, und erklärt ihr, was ihn dazu bewegt hat. Lottchen schenkt Simon keinen Glauben, sie hält zu Siegmund und verurteilt Simon als Betrüger. Nach Simon versucht nun auch Damis sie zu überzeugen. Er zeigt auf, wie Siegmund sie betrogen hat. Sie glaubt auch ihm nicht. Er solle Siegmund suchen und mit ihm zu ihr kommen. Nun sind die beiden Schwestern alleine. Auch Julchen versucht ihre Schwester umzustimmen, dass Siegmund der Betrüger ist. Lottchen erkennt langsam, was geschehen ist. Sie fragt sich, ob dies der Lohn für ihre Treue ist. Siegmund stößt zu ihnen und berichtet freudig vom Zuspruch des Vaters zur Ehe. Lottchen stellt ihn zur Rede. Er kann die beiden scheinbar von seiner Unschuld überzeugen. Zum Schluss sind alle versammelt. Lottchen nutzt diese Gelegenheit und schickt Siegmund in die Wüste. Nach den Zusprüchen der Versammelten endet der letzte Aufzug.

## Ausgaben
- Christian Fürchtegott Gellert: Die zärtlichen Schwestern. Hrsg.: Horst Steinmetz (= Reclams Universal-Bibliothek. Nr. 8973). Philipp Reclam jun., Stuttgart 2007, ISBN 978-3-15-008973-6.